# II Спомагателен легион
II Спомагателен легион (Legio II Adiutrix; помощник) е легион на римската войска, образуван от император Веспасиан през 70 г. от части на римската флота. За него има сведения на рейнската граница до 4 век. Символите на легиона са еднорог и пегас.
Първата задача на II Adiutrix е в Долна Германия, където потушава въстанието на батавите. След това с неговия военачалник Квинт Петилий Цериалис е в Британия, за да потуши въстанието на Венуций и остава там в базисен лагер.
През 87 легионът е върнат на континента, за да участва във войните на император Домициан в Дакия. През 94 и 95 г. в него служи po-късният император Адриан като военен трибун.
След даксите войни на Траян от 101 до 106 г. легионът е стациониран за следващите години в Будапеща.
През 193 г. II Adiutrix помага на Септимий Север по пътя му за трона.